# Verbandsliga 1922-1923
L'edizione 1922-23 della Verbandsliga vide la vittoria finale dell'Amburgo.
Capocannoniere del torneo fu Otto Harder (Amburgo), con 5 reti.

## Partecipanti
| Squadra                     | qualificata come                                        |
| VfB Königsberg              | Campione del Baltischen Rasensport-Verbandes            |
| Vereinigte Breslauer Spfr.  | In rappresentanza del Südostdeutschen Fußballverbandes  |
| SC Union 06 Oberschöneweide | Campione del Verbandes Brandenburger Ballspielvereine   |
| SV Guts-Muts Dresda         | Campione del Verbandes Mitteldeutscher Ballspielvereine |
| Amburgo                     | Campione del Norddeutschen Fußballverbandes             |
| TG Arminia Bielefeld        | Campione del Westdeutschen Spielverbandes               |
| SpVgg Fürth                 | Campione del Verbandes Süddeutscher Fußballvereine      |

## Fase finale

### Quarti di finale
| Amburgo | 2 – 0 | SV Guts-Muts Dresda |

| SpVgg Fürth | 4 – 0 | Vereinigte Breslauer Spfr. |

| SC Union 06 Oberschöneweide | 2 – 1 dts | TG Arminia Bielefeld |

- una prima partita, giocata il 6 maggio 1923 a Bochum, tra SC Union 06 Oberschöneweide e TG Arminia Bielefeld, terminò sullo 0-0
- VfB Königsberg direttamente in semifinale

### Semifinali
| VfB Königsberg | 2 – 3 | Amburgo |

| SC Union 06 Oberschöneweide | 2 – 1 | SpVgg Fürth |

### Finale
| SC Union 06 Oberschöneweide | 0 – 3 | Amburgo |

## Verdetti
- Amburgo SV campione della Repubblica di Weimar 1922-23.